# Лорънс Рийс
Лорънс Рийс (на английски: Laurence Rees) е шотландски документалист и историк.
Роден е през 1957 година в Еър. Завършва Оксфордския университет и от 1978 година работи в телевизията Би Би Си. От началото на 80-те години режисира множество документални филми, най-често посветени на Втората световна война, автор е и на редица книги по тази тема. Утвърждава се като един от водещите британски документалисти. След 1992 година е редактор на рубриката „Таймуоч“, известно време ръководи списанието „Би Би Си Хистъри“. През 2008 година напуска Би Би Си, но продължава да продуцира и режисира документални филми за телевизията, създава образователния сайт ww2history.com.